# Typhlocyba arborea
Typhlocyba arborea är en insektsart som beskrevs av Irena Dworakowska 1979. Typhlocyba arborea ingår i släktet Typhlocyba och familjen dvärgstritar. Inga underarter finns listade i Catalogue of Life.